# VC Verbroedering Ons Genoegen
Volleybalclub Verbroedering Ons Genoegen Antwerpen, ook bekend onder de afkorting VC VOG Antwerpen, is een voormalige Belgische volleybalclub uit Antwerpen. 

## Historiek
Dit damesteam won zesmaal de Beker van België (1968, 1969, 1970, 1973, 1975 en 1976), ook werden ze zesmaal landskampioen (1964, 1966, 1967, 1968, 1969 en 1970).